# Småtjärnarna (Undersåkers socken, Jämtland, 703103-137599)
Småtjärnarna är en sjö i Åre kommun i Jämtland och ingår i Indalsälvens huvudavrinningsområde.